# 寺本幸司
寺本 幸司（てらもと ゆきじ、1938年8月6日 - ）は、日本の音楽プロデューサー。浅川マキ、桑名正博、りりィ、イルカ、南正人、下田逸郎、てつ100%、遠藤響子などを手がけた。自身もアーティストとして、絵画作品や小説等を発表している。

## 来歴
東京の月島にある陶器店の息子として生まれる。芝中学校・高等学校、日本大学芸術学部に入学。大学3年生の頃から伴淳三郎のマネージャーを務めるが、3年ほどで退職。
1961年、(株)芸映に入社。1966年、日本初のインデペンデント・レーベル「アビオン・レコード」設立に参加。この時、浅川マキと出逢う。
1967年、南正人と出逢い、1971年、アルバム「回帰線」をリリース。
1968年、小澤惇、松村慶子と音楽出版ジュン & ケイ（JUN & KEI MUSIC PUBLISHERS, INC.）を立ち上げ、同年12月、新宿アンダーグラウンド・シアター「蠍座」で、寺山修司構成演出で「浅川マキ深夜3日間ライブ」を成功させる。翌1969年、シングル『夜が明けたら』で、浅川マキをメジャーデビューさせ、30万枚のロングセールスを記録したアルバム『浅川マキの世界』(1970年)に繋げた。
1969年、人気テレビ番組「ドキュメンタリー青春"新人狩り"」(テレビ東京)出演。
1970年、浅川マキの宣伝キャンペーンで札幌を訪れた際、杏真理子と出逢い、1971年４月、シングル『さだめのように川は流れる』をリリース。
1972年、音楽工房モス・ファミリィ(株)を設立。1984年のイバラギ万博では、モス・エージェンシーの代表プロデューサーとして「茨城パビリオン」の運営に当たった。同年、ニューヨークから帰って来た下田逸郎のアルバム「飛ばない鳥 飛べない鳥」を制作。
1986年からは、社団法人 日本音楽制作者連盟(FMP)の理事として、芸団協・実演家隣接権センター(CPRA)に参加し、歌手アーティストの録音録画権の獲得整備、徴収分配等の広報業務にあたった。
1988年、水上土地建物の委嘱を受けて、ウォーターフロント有明に、エンタテインメント商業施設「MZA有明」をオープンさせ、クラブ・シアターには海外から多くの有名ミュージシャンを招聘した。1990年、不動産企業パックスコーポレーションと組んで、新橋汐留にクラブ・シアター「サイカ(psycha)」をオープンさせ、海外からバンドを呼ぶなどして、時のクラブシーンに名を刻んだ。
その後は、後述のとおり、著作家としての活動へ重点を置いていたが、2010年に浅川マキが亡くなってからはMAYAや伊香桃子のアルバム制作へ至る。
2020年2月15日、「人は死ぬが、歌は死なない」をテーマに、金沢北國新聞赤羽ホールで「浅川マキ没後10年メモリアル コンサート」をプロデュース。2021年12月22日、浅川マキ リスペクトアルバム、伊香桃子「Good-bye ～浅川マキを抱きしめて～」をプロデュース。

## プロデュースしたアーティスト
- りりィ - 1972年、アルバム「たまねぎ」でデビュー。1974年3月にリリースしたシングル『私は泣いています』は、実数87万枚の大ヒットとなった。同年「りりィ&バイバイ・セッション・バンド（木田高介、土屋昌巳、横井康和、吉田建、斎藤ノブ、西哲也）」を結成。その後、バイバイ・セッション・バンドには、国吉良一、伊藤銀次、上原裕、今剛、坂本龍一、井上鑑らが加わり、名アルバムといわれる「マジェンダ」、「オーロイラ」を残した。
- 「ファニー・カンパニー」（桑名正博、栄孝志、横井康和、古宇田優、辻宗一郎、西哲也） - 1972年『スイートホーム大阪』でデビュー。その後、ソロになった桑名正博は、1979年、『セクシャルバイオレットNo.1』で、100万枚のミリオン・ヒットを飛ばした[2]。
- イルカ - 1975年、シュリークスからソロになり、伊勢正三とのコンビでシングル1975年11月、『なごり雪』をシングルとして発売。翌1976年にかけて、オリコンの集計で55万枚近いセールスを記録した。累計売上は80万枚[4]。自身最大のヒットとなった。1977年のロサンゼルス録音アルバム「植物誌」は40万枚のヒットアルバムとなり、1979年『海岸通』もヒットした。

（各画像をクリックしていただくと、フルサイズの写真が表示されます。）

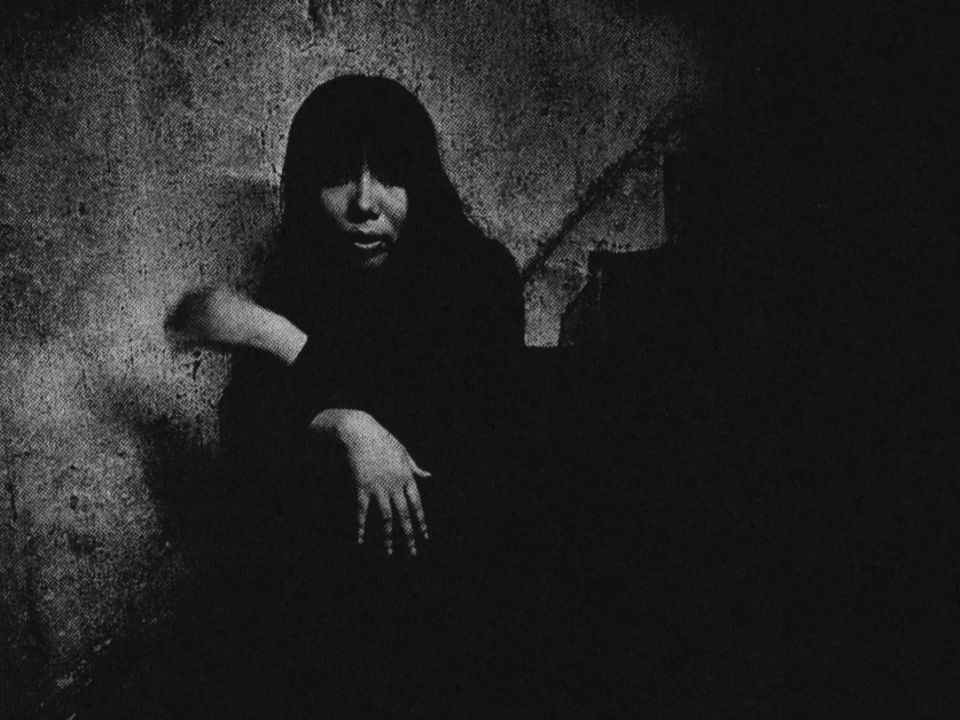
浅川マキ
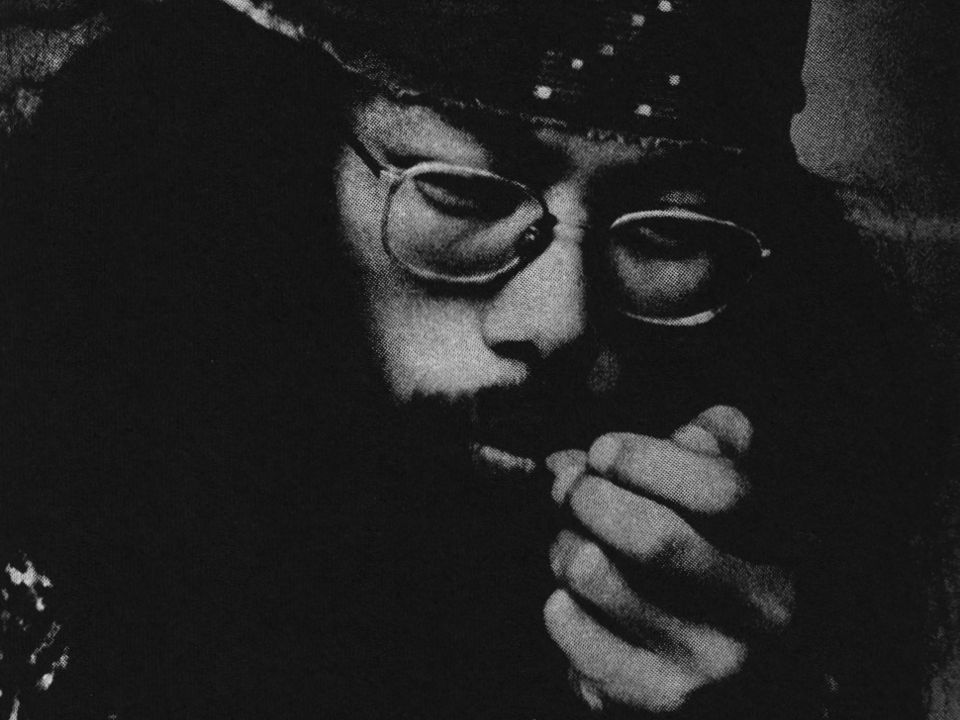
南正人
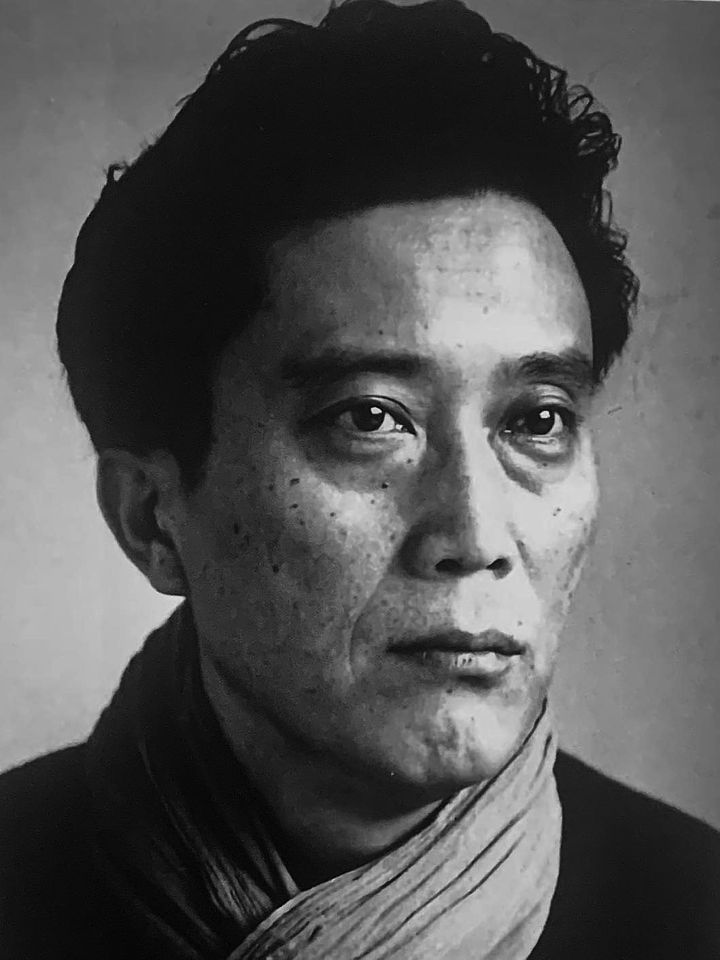
下田逸郎
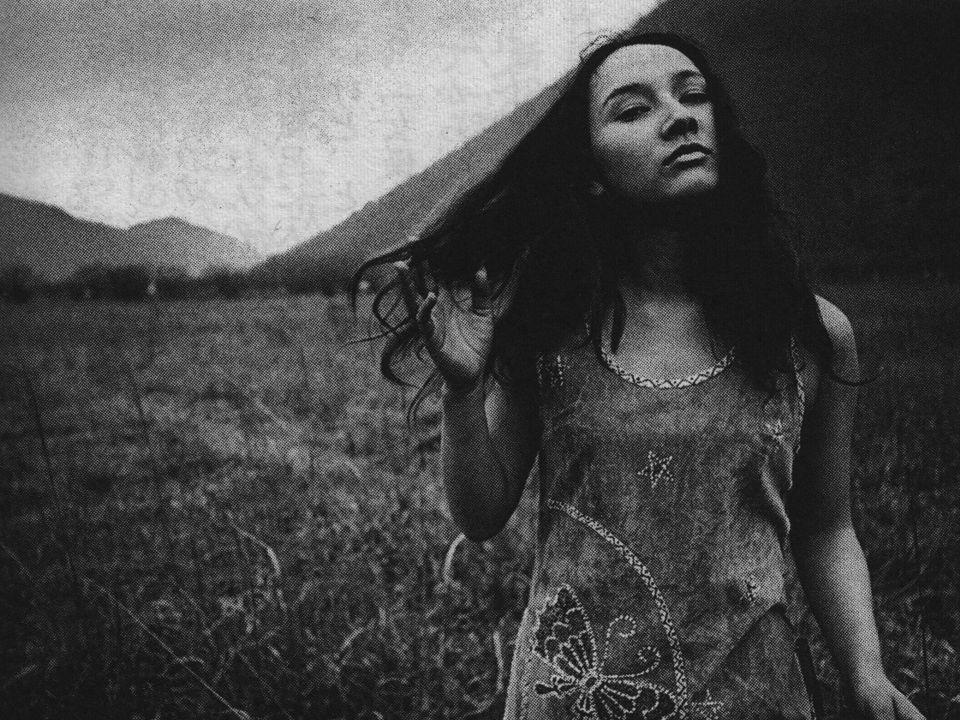
りりィ
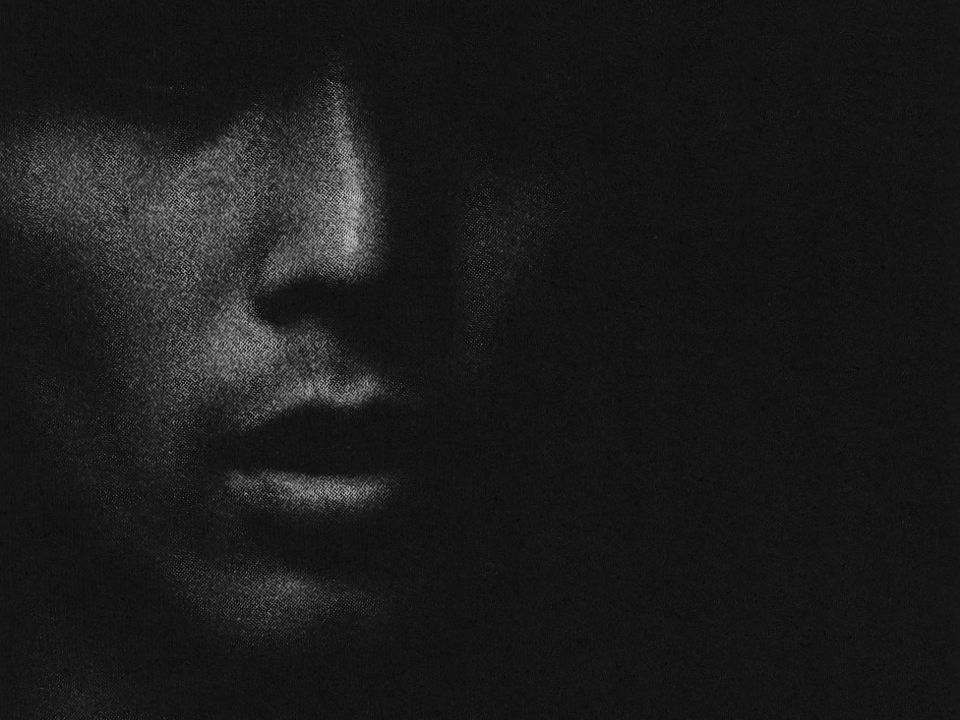
桑名正博
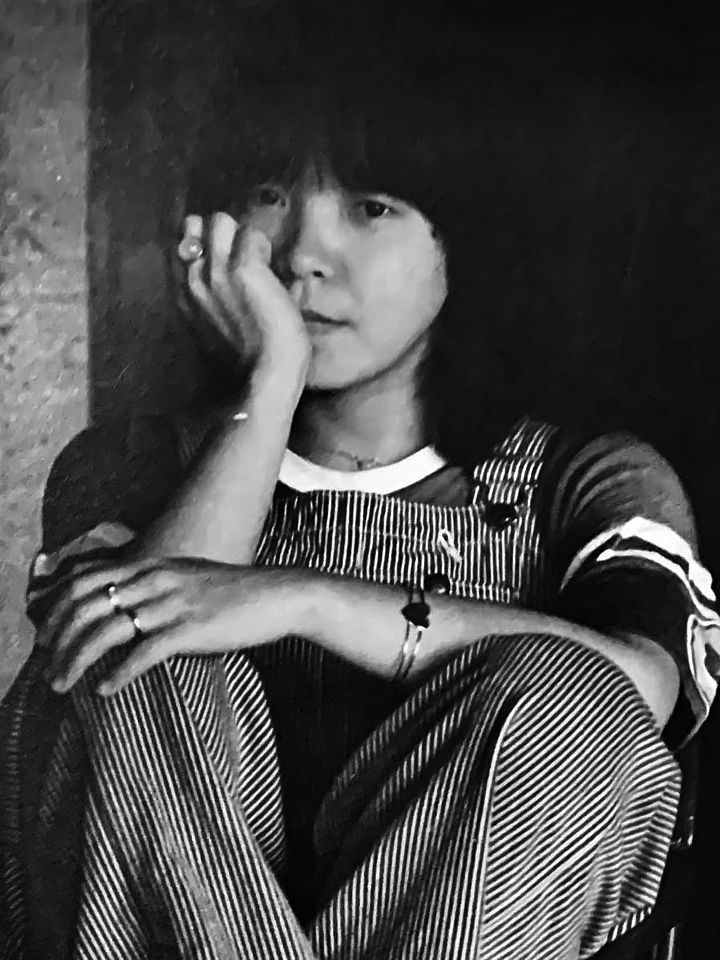
イルカ
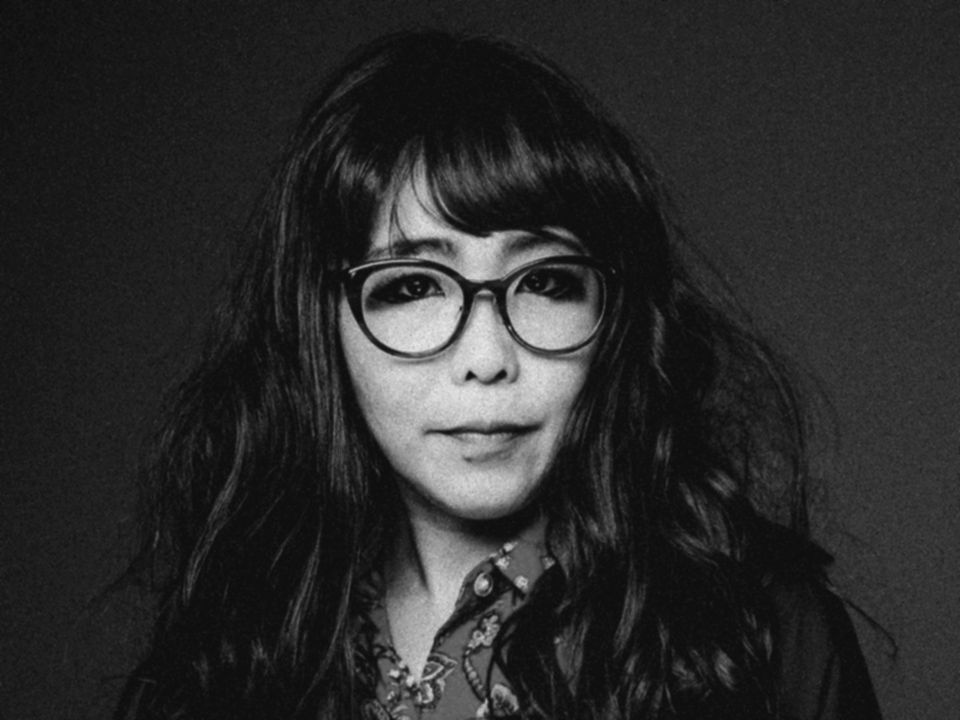
伊香桃子

## プロデューサー以外の活動

### 著述家
1992年に、鮎川哲也、島田荘司 編纂 ミステリーの愉しみ⑤ 「奇想の復活」に、「星屑のレクイエム」を発表。2010年から、同人誌「スペッキヲ」(勝目梓主宰)に、小説「抱きとめたい」、「木の花さくや姫」などを発表。2015年から、リトルマガジン「街から」に、「音楽の時間が刻むもの」というエッセイを連載している。
2021年4月、『音楽プロデューサーとは何か　浅川マキ、桑名正博、りりィ、南正人に弔鐘は鳴る』を毎日新聞出版（ISBN 9784620326825）から発表。

### 画家
2012年5月、2週間に渡って、下北沢「ONE LOVE(ぐ)」で、合田佐和子との共作を含め「てらもとゆきじ絵画展」を開催した。

## 私生活
妻は歌手の沢チエ。1974年には、彼女のアルバム『23才』を制作している。この時のバックミュージシャンが、矢野誠（キーボード）、林立夫（ドラム）、細野晴臣（ベース）、そしてギターは鈴木茂や高中正義ほかというラインアップであった。沢は「澤チエ」と改名し、赤坂でミュージックBAR "JAM"を経営し、現役の歌手としてコンサート、ライブ活動をつづけている。